# The Music of Smash
The Music of Smash je první soundtrackové album z amerického muzikálového seriálu Smash. Vyšlo 1. května 2012 přes vydavatelství Columbia Records a za první týden se prodalo 39 000 alb. K 16. květnu 2012 se prodalo přes 59 000 kopií.

## Informace o albu
Album vyšlo ve standardní i deluxe (rozšířenou) verzi. Standardní verze obsahuje třináct písní, které jsou složeny z šesti cover verzí a sedmi původních písní (všechny napsali Marc Shaiman a Scott Wittman s výjimkou písně "Touch Me", kterou složili Ryan Tedder, Brent Kutzle, Bonnie McKee a Noel Zancanella). Deluxe verze se prodává na internetových stránkách společnosti Target a obsahuje ještě pět bonusových skladeb, tudíž dohromady osmnáct.

## Tracklist
| Track | Název                        | Autoři                                                   | Původní interpret        | V seriálu zpívá                | Délka |
| ----- | ---------------------------- | -------------------------------------------------------- | ------------------------ | ------------------------------ | ----- |
| 1     | "Touch Me"                   | Ryan Tedder, Brent Kutzle, Bonnie McKee, Noel Zancanella | Původní skladba          | Katharine McPhee               | 3:50  |
| 2     | "Stand"                      | Michael More, Frederick B. Williams                      | Donnie McClurkin         | Katharine McPhee a Leslie Odom | 2:57  |
| 3     | "Who You Are"                | Jessica Cornish, Toby Gad, Shelly Peiken                 | Jessie J                 | Megan Hilty                    | 3:51  |
| 4     | "Crazy Dreams"               | Carrie Underwood, George Barry Dean, Troy Verges         | Carrie Underwood         | Megan Hilty                    | 3:04  |
| 5     | "Beautiful"                  | Linda Perry                                              | Christina Aguilera       | Katharine McPhee               | 3:32  |
| 6     | "Haven't Met You Yet"        | Michael Bublé, Alan Chang, Amy Foster-Gilles             | Michael Bublé            | Nick Jonas                     | 2:21  |
| 7     | "Shake It Out"               | Florence Welch, Paul Epworth                             | Florence and the Machine | Katharine McPhee               | 2:48  |
| 8     | "Brighter Than the Sun"      | Colbie Caillat, Tedder                                   | Colbie Caillat           | Katharine McPhee               | 2:42  |
| 9     | "Let Me Be Your Star"        | Marc Shaiman, Scott Wittman                              | Původní skladba          | Katharine McPhee a Megan Hilty | 3:12  |
| 10    | "The 20th Century Fox Mambo" | Shaiman, Wittman                                         | Původní skladba          | Katharine McPhee               | 2:39  |
| 11    | "Mr. & Mrs. Smith"           | Shaiman, Wittman                                         | Původní skladba          | Megan Hilty a Will Chase       | 3:35  |
| 12    | "Let's Be Bad"               | Shaiman, Wittman                                         | Původní skladba          | Megan Hilty                    | 3:00  |
| 13    | "History Is Made at Night"   | Shaiman, Wittman                                         | Původní skladba          | Megan Hilty a Will Chase       | 4:17  |

## Target Exclusive Tracks
| Track | Název                          | Autoři                                                                        | Původní interpret     | V seriálu zpívá   | Délka |
| ----- | ------------------------------ | ----------------------------------------------------------------------------- | --------------------- | ----------------- | ----- |
| 14    | "September Song"               | Kurt Weill, Maxwell Anderson                                                  | Knickerbocker Holiday | Anjelica Huston   | 2:16  |
| 15    | "Our Day Will Come"            | Bob Hilliard, Mort Garson                                                     | Ruby & the Romantics  | Katharine McPhee  | 2:33  |
| 16    | "Everything's Coming Up Roses" | Stephen Sondheim, Jule Styne                                                  | muzikál Gypsy         | Bernadette Peters | 2:05  |
| 17    | "Breakaway"                    | Avril Lavigne, Bridget Benenate, Matthew Gerrard                              | Kelly Clarkson        | Megan Hilty       | 3:58  |
| 18    | "Run"                          | Gary Lightbody, Jonathan Quinn, Mark McClelland, Nathan Connolly, Iain Archer | Snow Patrol           | Katharine McPhee  | 3:42  |

## Umístění v hitparádách
| Hitparáda (2012)              | Nejvyšší umístění |
| ----------------------------- | ----------------- |
| Canadian Albums Chart         | 35                |
| U.S. Billboard 200            | 9                 |
| U.S. Billboard soundtracky    | 1                 |
| U.S. Billboard digitální alba | 9                 |